# Matteo Orsini (cardinal, 1262)
Pour les articles homonymes, voir Orsini et Matteo Orsini.
Matteo Rubeo Orsini (ou Matteo Rosso Orsini) est un cardinal italien, né vers 1230 à Rome, capitale des États pontificaux, et décédé le 4 septembre (ou le 12 novembre) 1305 à Pérouse.
Il est un neveu du cardinal Gaetano Orsini, futur pape Nicolas III (1277-1280) et du cardinal Giordano Orsini (1278) et un cousin du cardinal Latino Malabranca Orsini (1278). Il est de la famille Orsini des papes Célestin III (1191-1198) et Benoît XIII (1724-1730) et des cardinaux Napoleone Orsini (1288), Francesco Napoleone Orsini (1295), Giovanni Gaetano Orsini (1316), Rinaldo Orsini (1327), Matteo Orsini (1327), Poncello Orsini (1378), Giacomo Orsini (1371), Tommaso Orsini (vers 1383), Giordano Orsini, iuniore (1405), Latino Orsini 1448), Cosma Orsini (1480), Giovanni Battista Orsini (1483), Franciotto Orsini (1517), Flavio Orsini (1565), Alessandro Orsini (1615), Virginio Orsini, O.S.Io.Hieros. (1641) et Domenico Orsini d'Aragona (1743).

## Repères biographiques
Matteo Orsini étudie à l'université de Paris et à l'université de Bologne.
Orsini est créé cardinal par le pape Urbain IV lors du consistoire de 22 mai 1262. Il est légat dans les Marches. Le cardinal participe aux élections de 1264-1265, lors duquel Clément IV est élu et de 1268-1271 (élection de Grégoire X) et aux conclaves de 1276 (élection d'Innocent VI, Jean XXI et Adrien V), de 1277 (élection de Nicolas III, de 1280-1281 (élection de Martin IV), de 1295 (élection d'Honoré IV), de 1287-1288 (élection de Nicolas IV), de 1292-1294 (élection de Célestin V), de 1294, lors duquel Orsini est élu au premier scrutin, mais il refuse et Boniface VIII est élu enfin. Il participe aussi aux conclaves de 1303 (élection de Benoît XI) et de 1304-1305 (élection de Clément V). Il est l'auteur de plusieurs œuvres sur la théologie et du livre De auctoritate Ecclesiæ.